# Philinoglossa remanei
Philinoglossa remanei är en snäckart som beskrevs av Ernst Marcus 1958. Philinoglossa remanei ingår i släktet Philinoglossa och familjen Philinoglossidae. Inga underarter finns listade i Catalogue of Life.